# Боровые (Киров)
 Боровые — деревня в Кировской области. Входит в состав муниципального образования «Город Киров»

## География
Расположена на расстоянии примерно 8 км по прямой на запад-северо-запад от железнодорожного вокзала Киров-Котласский.

## История
Известна с 1678 года как Варсеговская  с 1 двором, в 1764 16 жителей, в 1802 3 двора. В 1873 году здесь (починок Вареговский или Боровые) дворов 7 и жителей 75, в 1905 (деревня Варсеговская или Боровые) 6 и 28, в 1926 (Боровое или Варсеговская) 9 и 35, в 1950 20 и 121, в 1989 5 жителей. Настоящее название утвердилось с 1950 года. Административно подчиняется Октябрьскому району города Киров.

## Население
Постоянное население составляло 8 человек (русские 100%) в 2002 году, 5 в 2010.